# Товпине (Курська область)
Товпине (рос. Толпино) — село в Кореневському районі Курської області Російської Федерації.
Населення становить 602 особи. Входить до складу муніципального утворення Толпинська сільрада.

## Історія
Населений пункт розташований на території українського етнічного та культурного краю Східна Слобожанщина.
Від 2004 року входить до складу муніципального утворення Толпинська сільрада.

## Населення
| 2002 | 2010 |
| ---- | ---- |
| 604  | ↘602 |